# Protracheoniscus hedini
Protracheoniscus hedini är en kräftdjursart som beskrevs av Karl Wilhelm Verhoeff1939. Protracheoniscus hedini ingår i släktet Protracheoniscus och familjen Trachelipodidae. Inga underarter finns listade i Catalogue of Life.